# ブラウン・イディエ
アイデ・ブラウン・イディエ（Aide Brown Ideye, 1988年10月10日 - ）は、ナイジェリア・ラゴス出身のサッカー選手。アリス・テッサロニキ所属。ポジションはフォワード。

## クラブ経歴
2003年からナイジェリアのバイエルサ・ユナイテッドFCのユースチームでキャリアをスタートさせると、2006年にトップチーム昇格を果たした。7月1日にオーシャン・ボーイズFCへ移籍し、同年のナイジェリア・プレミアリーグで優勝した。2007年8月に欧州へ渡りオランダ1部のヴィレムIIのトライアルに参加するも契約を勝ち取ることは出来ず、2008年1月に欧州へ再上陸しスイス1部のヌーシャテル・ザマックスに移籍。それから3年後の2010年にフランス1部のFCソショーへ移籍金600万ユーロで加入した。加入1季目は途中参戦だったためか2得点に終わったものの、2季目はモディボ・マイガとコンビを組むと共に15得点を挙げ、チームのリーグ5位に貢献した。
2011年7月6日にウクライナ・プレミアリーグのディナモ・キーウに移籍金800万ユーロの5年契約で加入。同月16日のPFCオレクサンドリーヤ戦でデビューすると2得点を決め、出場2試合目のFCオボロン・キエフ戦で再び2得点を挙げる活躍を見せた。2012年8月7日にUEFAチャンピオンズリーグ 2012-13予選3回戦のフェイエノールト戦では2試合共に決勝点を挙げ勝利に貢献し、ボルシア・メンヒェングラートバッハとのプレーオフ第2戦では相手に2点先制され、2試合合計3-3の引き分けに持ち込まれたが、88分に得点を決めたことで本大会に進出した。
2014年7月18日、クラブ史上最高額の移籍金でウェスト・ブロムウィッチ・アルビオンFCに移籍した。
2015年8月31日、オリンピアコスFCに移籍した。
2017年1月、2年半の契約で天津泰達足球倶楽部に移籍した。
2019年6月、アリス・テッサロニキに1年契約で移籍した 。

## 代表経歴
U-20時代に2007 FIFA U-20ワールドカップのメンバーに選出されると5試合に出場し、コスタリカ戦で1得点を記録。A代表としては、2010年5月に2010 FIFAワールドカップへ向けての選考メンバー30人に招集された。最終メンバー23人から一旦落選したものの、その後ジョン・ミケル・オビが膝を負傷したためメンバー入りを果たした。
アフリカネイションズカップ2013のメンバーに選ばれると準決勝のマリ戦で得点を挙げ、全試合に出場するなど優勝に貢献した。

## 代表歴

### 出場大会
- ナイジェリア代表
  - 2010 FIFAワールドカップ

### 試合数
- 国際Aマッチ 28試合 6得点（2010年-2016年）[14]

| ナイジェリア代表 | 国際Aマッチ | 国際Aマッチ |
| 年               | 出場        | 得点        |
| ---------------- | ----------- | ----------- |
| 2010             | 1           | 0           |
| 2011             | 3           | 0           |
| 2012             | 2           | 1           |
| 2013             | 18          | 4           |
| 2014             | 0           | 0           |
| 2015             | 0           | 0           |
| 2016             | 4           | 1           |
| 通算             | 28          | 6           |

## タイトル
クラブ
FCディナモ・キーウ
- ウクライナ・スーパーカップ : 2011
- ウクライナ・カップ : 2013-14

オリンピアコスFC
- ギリシャ・スーパーリーグ : 2015-16

代表
- アフリカネイションズカップ : 2013